# El Genovés
El Genovés (do 14 września 2018 pod hiszp. nazwą Genovés) – gmina w Hiszpanii, w prowincji Walencja, we wspólnocie autonomicznej Walencja, o powierzchni 15,16 km². W 2018 roku liczyła 2828 mieszkańców.